# Georges Droz
Pour les articles homonymes, voir Droz.
Georges William Droz, né le 15 novembre 1879 à Besançon, est un peintre suisse d'origine française.

## Biographie
Né d'un père suisse, naturalisé suisse en 1911, il présente au Salon des indépendants de 1927 les toiles Les Peupliers et Le Verger.
En septembre 1911, il reçoit du conseil d'État neuchâtelois, le brevet de capacité d'enseignement en dessin ; il réside alors à La Chaux-de-Fonds.